# 第323歩兵師団 (ベトナム陸軍)
第323歩兵師団（Sư đoàn 323 bộ binh）は、ベトナム人民軍（陸軍）の師団の1つ。

## 歴史
- 1979年4月 - クアンニン省において、第43、第244連隊を基盤に第323師団編成。クアンニン特区に所属し、芒街から河桧の線に配備された。
- 1980年2月 - 第792歩兵連隊を増設
- 1981年後半 - 戦車大隊、海岸砲兵大隊、高射砲大隊等を増設し、重装歩兵師団となった。
- 1987年末、クアンニン特区廃止後、第3軍区に配属された。師団は、第769、第792連隊、第458砲兵連隊を率いて、汪秘から鴻基までの辺境地帯に移動し、経済建設と機動作戦支援を担当した。所属の第43、第244連隊は、クアンニン省軍事指揮部に移管され、辺境地区に駐屯した。

## 編制
- 第769歩兵連隊　（Trung đoàn 769 bộ binh）
- 第792歩兵連隊　（Trung đoàn 792 bộ binh）
- ？歩兵連隊
- 第458砲兵連隊　（Trung đoàn 458 pháo binh）